# Kto tu rządzi?
Kto tu rządzi? – amerykański film z 2007 roku.
W Polsce film można było zobaczyć na antenie stacji Hallmark Channel, a także 13th Street Universal.

## Główne role
- Kirstie Alley - Byrdie Langdon
- Eric Christian Olsen - Jason 'Krueger' Langdon
- Stacy Grant - Andrea Davis
- Peter Cockett - Ray McDeere
- Brittney Irvin - Stacy Herskowitz
- Tobias Mehler - Richard Fleiss
- Rob LaBelle - Steve Brooks
- Jerry Wasserman - Marty Rosen
- Malcolm Stewart - Peter Langdon
- P. Lynn Johnson - Gloria Langdon